# KiCad
KiCad(/ˈkiːˌkæd/)는 전자 설계 자동화(EDA)를 위한 자유 소프트웨어 제품군이다. 전자 하드웨어의 설계와 시뮬레이션을 용이케 해준다. 도식 포착(schematic capture), PCB 레이아웃, 제조 파일 보기, SPICE 시뮬레이션, 공학 계산을 위한 통합 환경을 제공한다. 도구들은 자재 명세서, 아트워크, 거버 파일, PCB의 3차원 모형, 부품을 만들기 위한 패키지 내에 존재한다.

## 같이 보기
- 자유-오픈 소스 소프트웨어 패키지 목록